# 東部省 (斯里蘭卡)
東部省是斯里蘭卡東海岸的一個省份。面積9,371平方公里。2001年人口為1,419,602人。首府亭可馬里。下分3區。
1987年－2006年間曾與北部省組成東北省，後來被裁定分離。